# Balatonalmádi járás
A Balatonalmádi járás Veszprém vármegyéhez tartozó járás Magyarországon, amely 2013-ban jött létre. Székhelye Balatonalmádi. Területe 239,75 km², népessége 24 479 fő, népsűrűsége pedig 102 fő/km² volt 2013 elején. 2013. július 15-én három város (Balatonalmádi, Balatonfűzfő és Balatonkenese) és hét község tartozott hozzá.
A Balatonalmádi járás a 2013-ban teljesen újonnan létrehozott járások közé tartozik. Balatonalmádi korábban soha nem volt járási székhely, azonban 1984-től városi jogú nagyközségként, majd 1989-től városként közigazgatási körzetközponti szerepet töltött be.

## Települései

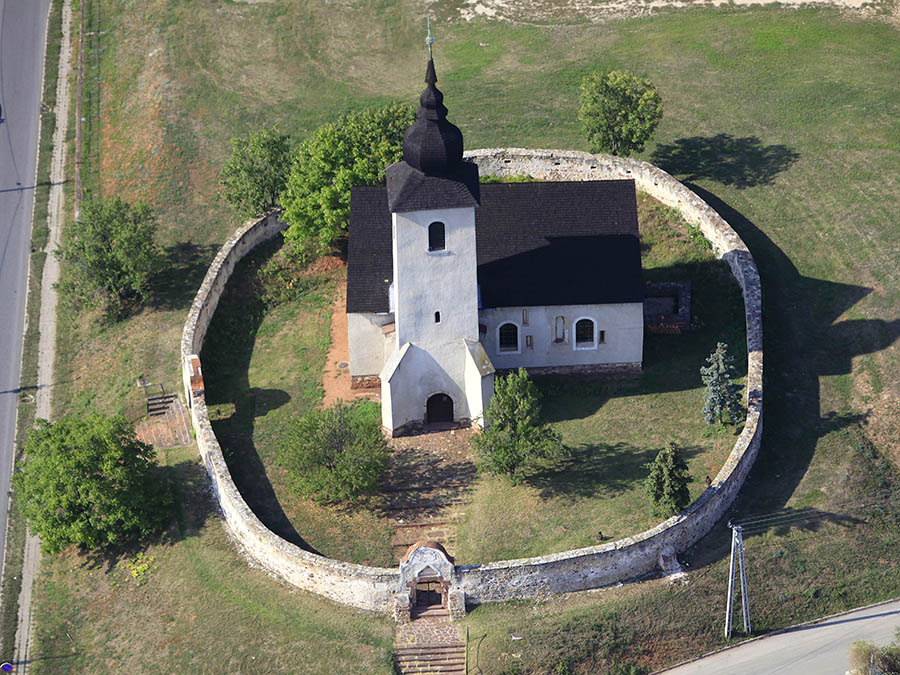
A vörösberényi erődített templom légi fotója

| Település         | Rang (2013. július 15.) | Közös hivatal  | Kistérség (2013. január 1.) | Népesség (2020. január 1.) | Terület (km²) |
| ----------------- | ----------------------- | -------------- | --------------------------- | -------------------------- | ------------- |
| Balatonalmádi     | járásszékhely város     | Balatonalmádi  | Balatonalmádi               | 9 204                      | 49,88         |
| Balatonfűzfő      | város                   | Balatonfűzfő   | Balatonalmádi               | 4 469                      | 9,25          |
| Balatonkenese     | város                   |                | Balatonalmádi               | 2 640                      | 44,18         |
| Balatonakarattya  | község                  | Balatonfőkajár | Balatonalmádi               | 866                        | 21,39         |
| Balatonfőkajár    | község                  | Balatonfőkajár | Balatonalmádi               | 1 328                      | 21,92         |
| Csajág            | község                  | Balatonfőkajár | Balatonalmádi               | 832                        | 22,29         |
| Felsőörs          | község                  | Balatonalmádi  | Balatonalmádi               | 1 793                      | 17,23         |
| Királyszentistván | község                  | Litér          | Veszprémi                   | 463                        | 8,91          |
| Küngös            | község                  | Balatonfőkajár | Balatonalmádi               | 470                        | 9,48          |
| Litér             | község                  | Litér          | Balatonalmádi               | 2 204                      | 12,83         |
| Papkeszi          | község                  | Balatonfűzfő   | Veszprémi                   | 1 478                      | 22,39         |